# Die with a Smile
〈Die with a Smile〉은 미국의 싱어송라이터 레이디 가가와 브루노 마스가 함께 부른 노래이다. 2024년 8월 16일 스트림라인과 인터스코프 레코드를 통해 발매되었다. 두 사람은 더른스트 "디마일" 에밀 2세, 앤드루 와트와 함께 이 노래를 공동 작곡 및 제작했으며, 제임스 폰틀로이가 추가 작사에 참여했다.
이 협업은 마스가 새로운 음악 작업을 하던 자신의 스튜디오에 가가를 초대하면서 성사되었다. 마스는 작업 중이던 트랙을 가가에게 들려주었고, 두 사람은 그날로 곡의 작사와 녹음을 마쳤다. 음악적으로 소프트 록 성향의 이 트랙은 가가의 2018년 싱글 〈Shallow〉와 마스가 실크 소닉 프로젝트의 일환으로 앤더슨 팩과 함께 작업한 곡들과 비교되었다. 마스와 다니엘 라모스가 연출한 뮤직 비디오는 두 가수가 복고풍 무대 세트에서 이 노래를 공연하는 모습을 담고 있으며, 트랙과 동시에 공개되었다.
〈Die with a Smile〉은 뉴질랜드와 싱가포르에서 1위를 차지했고 《빌보드》 글로벌 200 차트에서 2위를 기록했다. 그 외에도 호주, 캐나다, 크로아티아, 홍콩, 아일랜드, 말레이시아, 파라과이, 필리핀, 대만, 영국, 미국에서 10위권에 진입했으며, 볼리비아, 브라질, 엘살바도르, 룩셈부르크, 중동 및 북아프리카, 네덜란드, 노르웨이, 파나마, 페루, 스위스에서 20위권에 들었다. 이 노래는 평론가들로부터 긍정적인 평가를 받았는데, 특히 두 가수의 보컬과 케미스트리가 호평을 받았다.

## 배경
두 아티스트는 2016년 11월 30일 빅토리아 시크릿 패션 쇼의 라인업으로 처음 함께 공연한 바 있다. 2024년 6월, 마스는 레이디 가가와 노래를 함께 만들거나 "그의 라스베이거스 레지던시에서 함께 노래하고 싶다."라고 밝혔다.
보도 자료를 통해 가가는 "브루노와 나는 서로에 대한 존경심이 크고 협업에 대해 얘기를 나누고 있었다."라고 밝혔다. 그는 말리부에서 다가올 스튜디오 앨범을 녹음하던 중에 이 협업이 실현되었다고 전했다. 어느 날 밤, 긴 하루를 보낸 후 마스가 가가를 자신의 스튜디오로 초대해 작업 중이던 음악을 들려주었고 이 트랙을 소개했다. 가가는 그 순간 마스의 작업을 듣고 "충격을 받았다"(blown away)라고 한다. 두 사람은 그날 밤에 곡의 작사와 녹음을 마쳤다. 가가는 마스의 재능을 "설명할 수 없을 정도"(beyond explanation)이며 "차원이 다르다"(next level)라고 표현했고, 마스는 가가가 이 노래를 "마법 같은 것"(magical)으로 만들었다고 덧붙였다.
8월 12일, 마스와 가가는 서로 인스타그램 팔로우를 시작했다. 같은 날, 가가는 멕시코시티 투어 공연을 마친 마스의 인스타그램 게시물에 이모티콘 댓글을 남겼다. 8월 13일, 가가는 자신이 피아노로 이 노래의 화음 몇 개를 연주하는 영상을 공유했다. 영상 속에서 그는 마스의 얼굴이 그려진 셔츠를 입고 있었다. 다음 날, 마스는 가가의 얼굴이 그려진 티셔츠를 입은 사진을 게시했다.

## 발매
앞서 《힛츠》 잡지의 "루머 밀" 게시물에서 가가와 마스의 협업을 알리며 곡명을 공개한 바 있다. "Die with a Smile"은 며칠 후인 8월 15일에 공식 발표되었다. 공개된 아트워크에는 두 아티스트가 "컨트리 풍"의 빨간색과 파란색 "웨스턴" 의상을 입고 있는 모습이 담겼는데, 가가는 담배를 피우고 있고 마스는 카우보이 모자를 쓰고 있다. 가가의 대변인은 이 곡이 단독 싱글로 발매될 것이라고 확인했으며, 가가 본인도 인스타그램 발표를 통해 이 곡이 팬들이 "LG7(제작 중인 8번째 스튜디오 앨범)을 기다리는 동안" 즐길 수 있는 새로운 콘텐츠라고 덧붙였다.

## 구성
"Die with a Smile"는 소프트 록 장르의 곡으로, 팝과 소울 발라드의 감성적인 스타일을 보여준다. 마스의 앤더슨 팩과의 협업 프로젝트인 실크 소닉과 비교되기도 했다. 평론가들은 이 곡의 사운드가 1970년대 소프트 록에 가깝다고 평가했다.

## 평가
이 곡은 발매 직후 음악 평론가들로부터 긍정적인 평가를 받았다. 《클래시》 잡지의 로빈 머레이는 이 곡에 10점 만점에 8점을 주며 "화려했던 70년대 듀엣에 대한 오마주"이면서도 "매우 현대적으로 느껴진다."라고 설명했다. 그는 "두 아티스트 모두 빛나지만, "Die with a Smile"에는 그만의 특성을 갖게 하는 의심할 여지없는 화학 작용이 있다."라고 덧붙였다. 머레이는 "이 최신 싱글에서 상호 존중의 느낌이 있으며, 두 아티스트가 서로를 다른 공간으로 밀어붙이는 데 기여하고 있다."라고 언급했고, "곳곳에 캠프적인 요소가 있지만, 그것은 단순히 넘치는 재미와 과장된 색채일 뿐이며 - 본질적인 작곡은 온전히 유지되어 감동의 끈을 잡아당긴다."라고 말했다. 그는 이 협업이 "예상치 못한 승리로, 두 아티스트의 강점에 기대어 새로운 것을 제시한다."라고 결론지었다. 《버슬》의 제이크 비스와나스는 이 곡이 "가가의 감성적인 팝 멜로디와 마스의 올드스쿨 R&B 영향"을 블렌딩하고 추가적인 "트왕이 느껴지는 악기 편성"을 더해 "한껏 로맨틱하면서도 비통한" 곡으로 만들어졌으며, "서로의 마지막 순간을 함께 경험하고 싶어 하는 두 연인을 묘사한다."라고 썼다. 《엔터테인먼트 위클리》의 조이 놀피는 이 곡을 가가의 "Shallow"의 "영적 후속작"이라고 정의했다. 뮤직 토커스에 글을 쓴 피터 캘먼은 이 협업을 "영혼이 담긴 걸작"이라고 불렀다. 《컨시퀀스》는 대체로 긍정적인 평가를 내렸다. "두 아티스트 모두 훌륭한 음색을 들려준다. 가가가 자신의 구절을 시작할 때 보여주는 보컬 런은 완벽하다! 또한 파올로가 언급했듯이, 앤드류 와트의 프로듀싱은 여전히 견고하다. 결국 레이디 가가의 새로운, 그럭저럭 괜찮은 음악은 그의 신곡이 전혀 없는 것보다는 낫다."

## 상업적 성과
《빌보드》는 "Die With a Smile"이 미국에서 출시 후 첫 4일 동안 14,000개 이상의 디지털 음원을 판매했으며, 전체 집계 주간 동안 21,000개의 복사본(디지털과 피지컬 판매량 합산)을 판매했다고 보도했다. 이 곡은 출시 주간 동안 스포티파이, 애플 뮤직, 아이튠즈에서 1위를 차지했다. 이 트랙은 2024년 8월 31일자 《빌보드》 핫 100 차트에서 3위로 데뷔하며, 마스에게는 19번째, 가가에게는 18번째 톱 10 진입곡이 되었다. 이 듀엣곡은 디지털 송 세일즈 차트에서 1위로 데뷔하여 마스에게는 10번째, 가가에게는 9번째 차트 정상을 안겨주었다.
"Die With a Smile"은 영국 싱글 차트에서 7위로 데뷔하여 마스에게는 11번째, 가가에게는 15번째 톱 10 진입곡이 되었다. 오스트레일리아에서는 2024년 8월 26일자 ARIA 싱글 차트에서 10위로 데뷔하여 마스에게는 17번째, 가가에게는 15번째 톱 10 진입곡이 되었다. 다음 주에 이 노래는 5위로 상승했다. 이탈리아 에어플레이 차트에서는 17위로 데뷔하며 그 주의 최고 신규 진입곡이 되었다. 브라질에서는 《빌보드》 브라질 핫 100에서 13위로 데뷔하여 그 주 차트에서 가장 높은 순위를 기록한 국제 곡이 되었다. 그 외에도 "Die With a Smile"은 뉴질랜드에서 차트 정상으로 데뷔했으며, 핀란드, 리투아니아, 노르웨이, 아일랜드, 네덜란드에서 톱 40위 안에 진입했다.

## 라이브 공연
가가와 마스는 2024년 8월 15일 로스앤젤레스 인튜이트 돔 개장을 기념하는 마스의 쇼의 일환으로 이 곡을 처음으로 라이브로 선보였다. 두 사람은 곡의 영상물에서 착용한 것과 유사한 의상을 입었다. 마스가 앙코르 무대의 일부로 가가를 무대로 맞이한 후, 두 사람은 무대 위에서 노래의 뮤직 비디오를 재현했는데, 마스는 기타를 연주하고 가가는 건반을 연주했다.

## 뮤직 비디오
가가는 곡 발표와 함께 인스타그램을 통해 뮤직 비디오가 태평양 표준시 오후 9시에 트랙과 동시에 공개될 것이라고 밝혔다. 마스와 다니엘 라모스가 연출한 뮤직 비디오에서 가가와 마스는 곡의 커버 아트에서 입고 있는 파란색 의상을 착용하고 있다. 이 영상은 두 사람이 TV 스튜디오 세트의 레트로 무대에서 노래를 부르는 모습을 보여주는데, 얼굴 없는 마네킹들이 자리를 채우고 있으며 흑백 카메라가 그들을 촬영하고 있다. 마스는 카우보이 모자를 쓰고 기타를 연주하고, 가가는 빨간 타이즈를 입고 건반을 연주한다.

## 크레딧
크레딧은 CD 싱글의 라이너 노트를 각색한 것이다.
- 브루노 마스 – 리드 보컬, 작사작곡, 기타
- 레이디 가가 – 리드 보컬, 작사작곡, 피아노
- 디마일 – 작사작곡, 프로덕션, 베이스, 드럼
- 앤드류 와트 – 작사작곡, 프로덕션, 기타
- 제임스 폰틀로이 – 작사작곡
- 찰스 모니즈 – 녹음, 엔지니어링
- 폴 라말파 – 녹음 엔지니어링
- 마르코 손지니 – 추가 엔지니어링
- 앨릭스 리소글리 – 녹음 엔지니어링 보조
- 타일러 해리스 – 녹음 엔지니어링 보조
- 세르번 게니어 – 믹싱
- 브라이스 보던 – 믹스 엔지니어링
- 랜디 메릴 – 마스터링

## 발매 기록
| 지역     | 날짜            | 포맷                     | 레이블                | 각주   |
| -------- | --------------- | ------------------------ | --------------------- | ------ |
| 전세계   | 2024년 8월 16일 | 디지털 다운로드 스트리밍 | 인터스코프            | [ 33 ] |
| 미국     | 2024년 8월 16일 | 컴템포러리 히트 라디오   | 인터스코프            | [ 34 ] |
| 이탈리아 | 2024년 8월 16일 | 라디오 에어플레이        | EMI 워너              | [ 35 ] |
| 독일     | 2024년 8월 16일 | CD                       | 인터스코프 스트림라인 | [ 36 ] |
| 영국     | 2024년 8월 16일 | CD                       | 인터스코프 스트림라인 | [ 37 ] |
| 미국     | 2024년 8월 16일 | CD                       | 인터스코프 스트림라인 | [ 38 ] |
| 캐나다   | 2024년 8월 23일 | CD                       | 인터스코프 스트림라인 | [ 39 ] |
| 프랑스   | 2024년 8월 27일 | CD                       | 인터스코프 스트림라인 | [ 40 ] |